# 月試料研究所

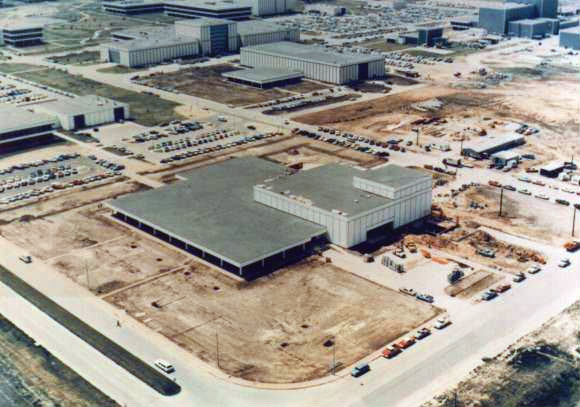
The Lunar Receving Laboratory shortly after it was built.

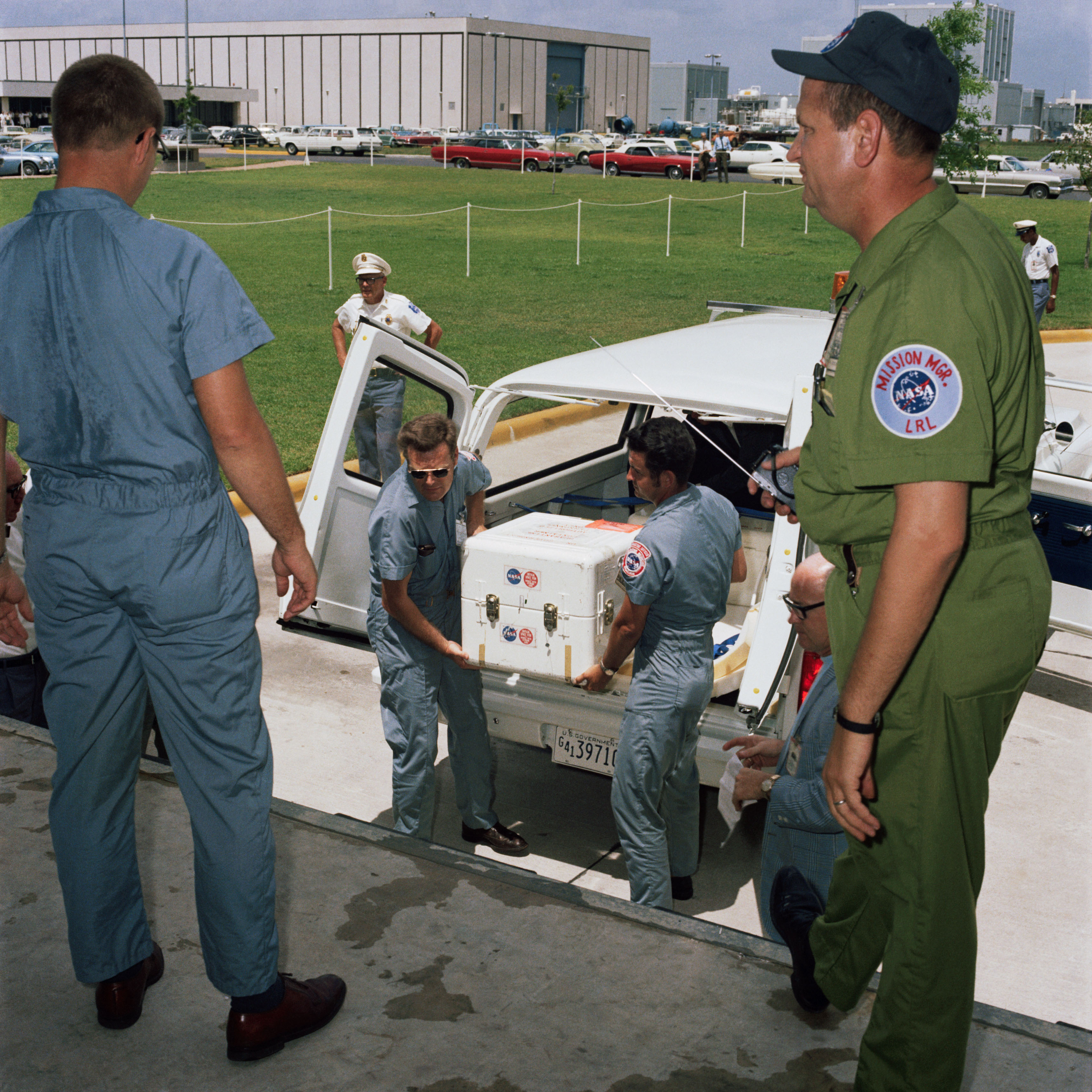
1969年、LRLに始めて送られてきた月面の試料

月試料研究所 (つきしりょうけんきゅうじょ、英: Lunar Receiving Laboratory, LRL) は、NASAのジョンソン宇宙センター第37棟にあった施設である。アポロ計画において月面から持ち込まれた未知の細菌や物質による汚染を防止するべく、宇宙飛行士を隔離するため建設された。
アポロ11号、12号、14号の飛行士らは海上でヘリコプターで回収された後、航空母艦の甲板の上に置かれた移動隔離室に歩いて入り、そのまま検疫のためLRLに送られた。飛行士らが月面で収集し持ち帰った石や堆積物などの試料は直接LRLに空輸され、当初は手袋のついた真空室で分析された。
検査の結果、未知の細菌や危険物質などは存在しないことが判明したためアポロ15号の開始とともにLRLの隔離検疫という目的は消滅し、その後は月面サンプルの安全な保管および研究と配布のために使用されることとなった。1969年から1972年にかけて行われた6回の月飛行では、それぞれの着陸地点の総計2200箇所の場所から、岩石・ボーリングサンプル・小石・砂および塵など、総重量382キログラムの試料が回収された。この他の月面サンプルとしては、ソビエト連邦の無人探査機ルナ16号、20号、24号が三つの着陸地点から持ち帰った、総重量300グラムの試料がある。
1976年、試料の一部が第二保管場所であるテキサス州サンアントニオのブルックス空軍基地に移管された。1979年、アポロ計画の試料の第一保管場所として月面試料研究施設が新設された。これは月面サンプルを物理的に保護し、環境を汚染することを防ぐ恒久保管場所を提供するために建設されたもので、試料の地下保管室、準備と研究のための実験室、データと記録の保管室、試料を保管し処理する部屋に窒素を送る機械室からなっている。月面試料研究所は、現在は生命医学と環境の研究所からなる生命科学部が管理しており、微小重力の人体への適応に関わる実験のために使用されている。

## 参照
- 月の石